# Јеврејски устанак против Ираклија
Јеврејски устанак против Ираклија је термин који се односи на устанак палестинских и других левантинских Јевреја против власти византијског цара Икраклија који је трајао од око 613. до око 625/628. односно учешће Јевреја на страни Персијанаца у великом византијско-персијском рату од 602. до 628. О тим догађајима постоје релативно оскудни подаци, углавном из византијских извора. Према њима, након победе над Византијцима у бици код Антиохије 613. персијски краљ Хозроје II је ступио у савез са Јеврејима преко месопотамског јеврејског вође Нехемија бен Хушиела а затим је војсковођу Шахрабараза послао у Палестину, где је помоћ персијским трупама пружио јеврејски вођа Бењамин од Тиберијаде. Уз Бењаминову помоћ је Шахрабараз 614. заузео Јерусалим; Хозроје је потом препустио Нехемији и Бењамину да владају Палестином као персијски вазали. Њих двојица су организовали јеврејску власт и чак започели да кују планове како би обновили срушени Јерусалемски Храм; с друге стране је нова власт изазвала отпор палестинских хришћана, који су подигли устанак у коме је Нехемија убијен. Јеврејски ентитет је престао да постоји када су се између 625. и 628. у Палестину вратиле византијске трупе; Бењамин је тада промиенио страну, па је, према неким наводима, чак пратио Ираклија у његовом тријумфалном уласку у Јерусалем. Ираклије је Јевреје на своју страну привукао обећањем амнестије, али га је потом прекршио под притиском огорчених хришћана који су на својој кожи осетили гнев побуњеника, зато су палестински Јевреји године 629. масакрирани или примио хришћанство.